# Лина (река)
Лина (пољ. Łyna) је река у Пољској. Дуга је 264 km. Улива се у Прегољу. 